# Valentín Perales
Valentín Perales (n. Argentina, 2 de agosto de 1995) es un futbolista argentino. Juega como defensor y su actual equipo es el Club Atlético Racing de la Primera B Nacional de Argentina.

## Trayectoria
Se inició futbolísticamente en las inferiores del Club Cipolletti en donde hizo su debut como futbolista profesional.
En enero de 2013 es transferido a San Lorenzo de Almagro por U$S 120.000 debido a sus buenas actuaciones como juvenil, sin embargo, solo pudo jugar en el plantel de reserva y nunca en el plantel principal.
En febrero de 2015 es cedido a préstamo al club donde debutó, Club Cipolletti, para lograr más continuidad. 
Luego de quedar como jugador libre en julio de 2016 llega al Club Deportivo Morón, a mediados de 2017 asciende a la Primera B Nacional.
Después de buenas temporadas con Morón, pasa las filas del Club Atlético Atlanta por un acuerdo mutuo entre clubes. Tuvo partidos importantes, sin embargo, el 11 de noviembre del 2021 se anuncia de su rescisión de contrato.
El 2022 ficha por Independiente Rivadavia donde tuvo una excelente temporada, incluso logró anotar 3 goles para ayudar en el ascenso de su equipo.

## Clubes
| Club                       | País      | Año       | PJ | Goles |
| -------------------------- | --------- | --------- | -- | ----- |
| Club Cipolletti            | Argentina | 2012-2013 | 53 | 2     |
| San Lorenzo                | Argentina | 2013-2014 | 0  | 0     |
| Club Cipolletti (Préstamo) | Argentina | 2015      | 0  | 0     |
| Deportivo Morón            | Argentina | 2016-2019 | 52 | 2     |
| Atlanta                    | Argentina | 2020-2021 | 28 | 1     |
| Independiente Rivadavia    | Argentina | 2022-2023 | 30 | 3     |
| Deportivo Madryn           | Argentina | 2023-2024 | 25 | 0     |
| Estudiantes (BA)           | Argentina | 2024      | 27 | 0     |
| Racing (C)                 | Argentina | 2025-Act. |    |       |